# Sumin-dong
Sumin-dong (koreanska: 수민동) är en stadsdel i  Busan, i den sydöstra delen av Sydkorea, 300 km sydost om huvudstaden Seoul. Den ligger i stadsdistriktet Dongnae-gu.